# Xã Long Creek, Quận Divide, Bắc Dakota
Xã Long Creek (tiếng Anh: Long Creek Township) là một xã thuộc quận Divide, tiểu bang Bắc Dakota, Hoa Kỳ. Năm 2010, dân số của xã này là 37 người.